# Nhà thờ Chính tòa Thánh Gioan Tông đồ ở Eger
Nhà thờ Chính tòa Thánh Gioan Tông đồ, tên gọi đầy đủ là nhà thờ Chính tòa Thánh Gioan Tông đồ, Tổng lãnh thiên thần Micae và Đức Mẹ Vô nhiễm Nguyên tội (tiếng Hungary: Szent János tông đồ és evangélista, Szent Mihály főangyal, Szeplőtelen Fogantatás fősázés fősázé bazilika) hay còn được gọi là nhà thờ Chính tòa Eger là một công trình tôn giáo thuộc Giáo hội Công giáo, nằm tại thành phố Eger, ở Hungary. Nhà thờ đóng vai trò là nhà thờ chính tòa của Tổng giáo phận Eger.. Nhà thờ được xây dựng từ năm 1831 đến năm 1837 bởi József Hilda, dưới sự ủy quyền của Tổng giám mục János László Pyrker.
Nhà thờ Chính tòa Eger đã được nâng cấp lên thành một vương cung thánh đường với ba gian giáo đường. Nằm giữa gian chính điện và cung thánh ở phía đông nhà thờ là khu vực cánh ngang (transept). Phần mái vòm của nhà thờ cách mặt đất là 40 mét và được trang hoàng rất lộng lẫy. Ở phía sau nhà thờ là hai tháp chuông. Cánh cổng ở hàng hiên phía đông của nhà thờ được thiết kế giống với kiểu dáng một ngôi đền Hy Lạp. Cổng chính là lối vào nhà thờ được trang hoàng những bức tượng của các thánh: Thánh Stêphanô, Thánh Ladislaus và các Thánh Phêrô và Thánh Phaolô. Ngoài ra, mặt tiền của nhà thờ còn có các cột trụ Corinth với chiều cao lên đến 17 mét.

## Bộ sưu tập

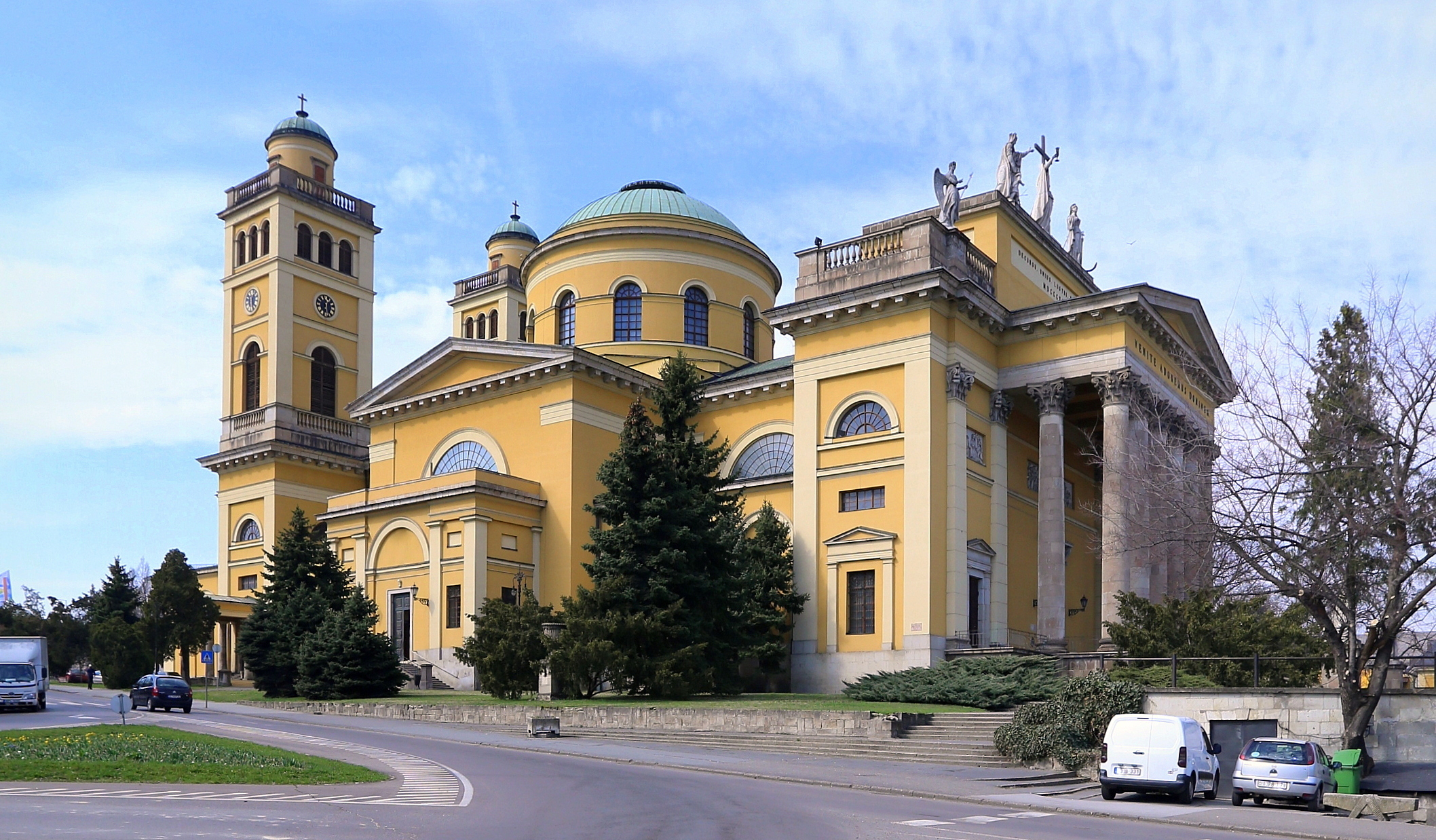
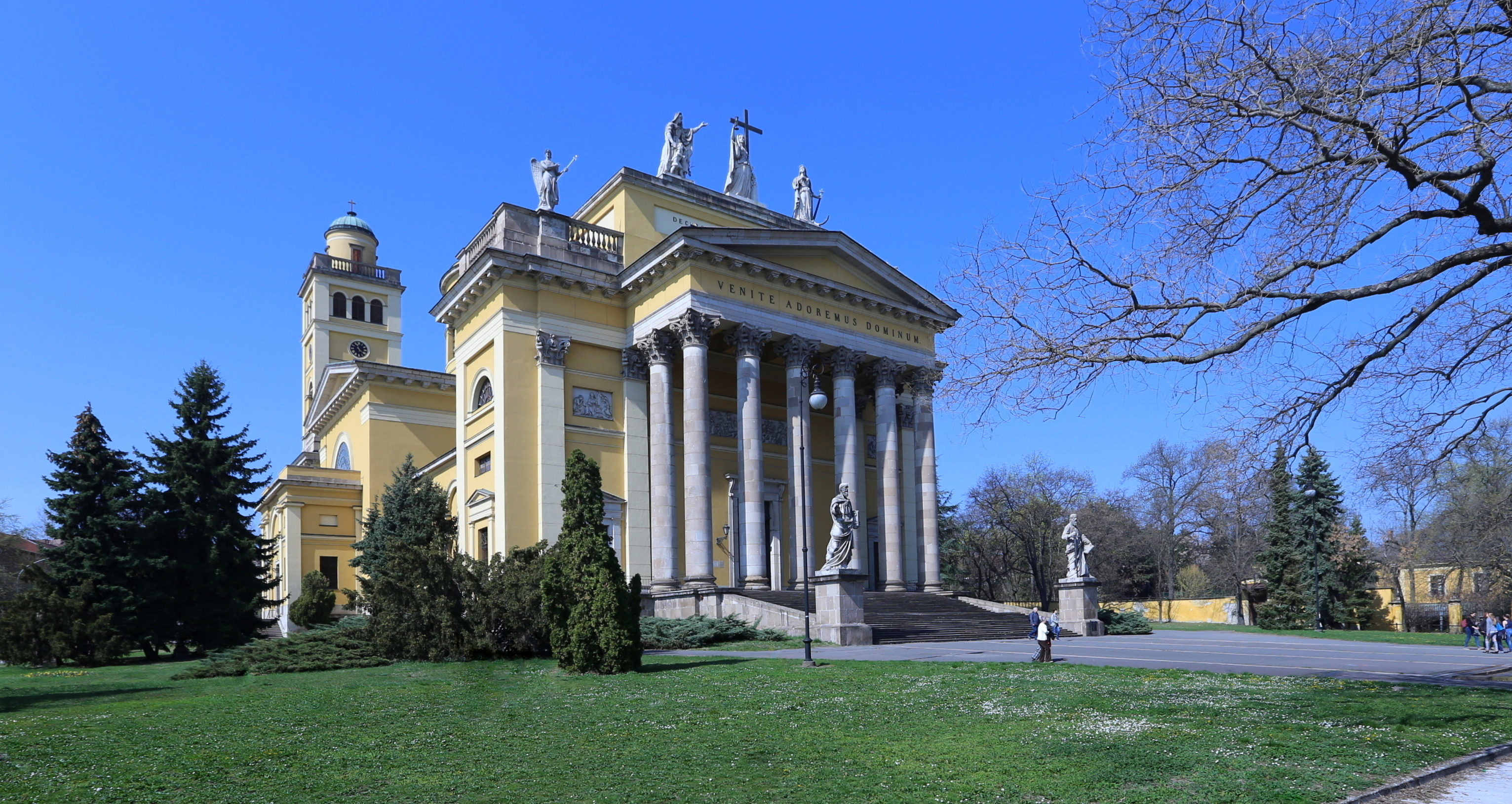
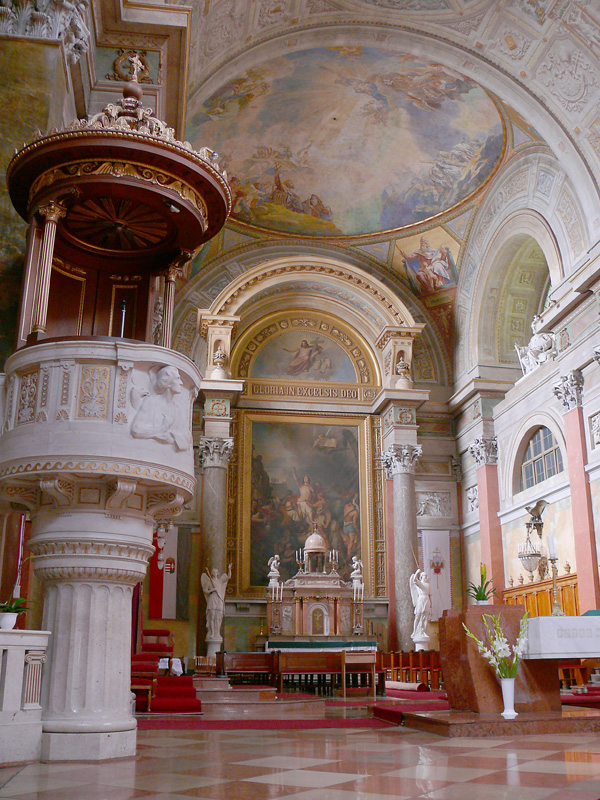
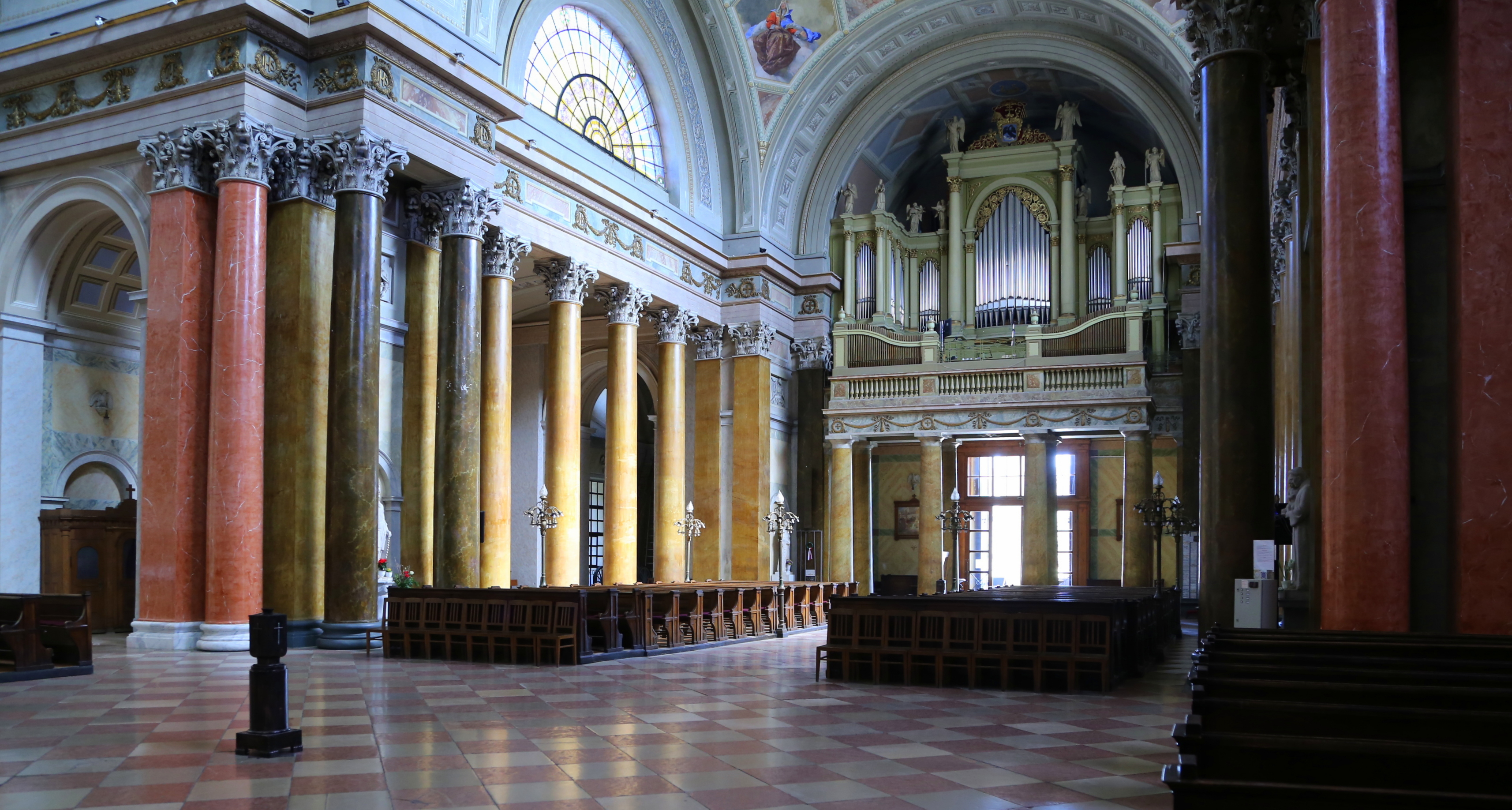
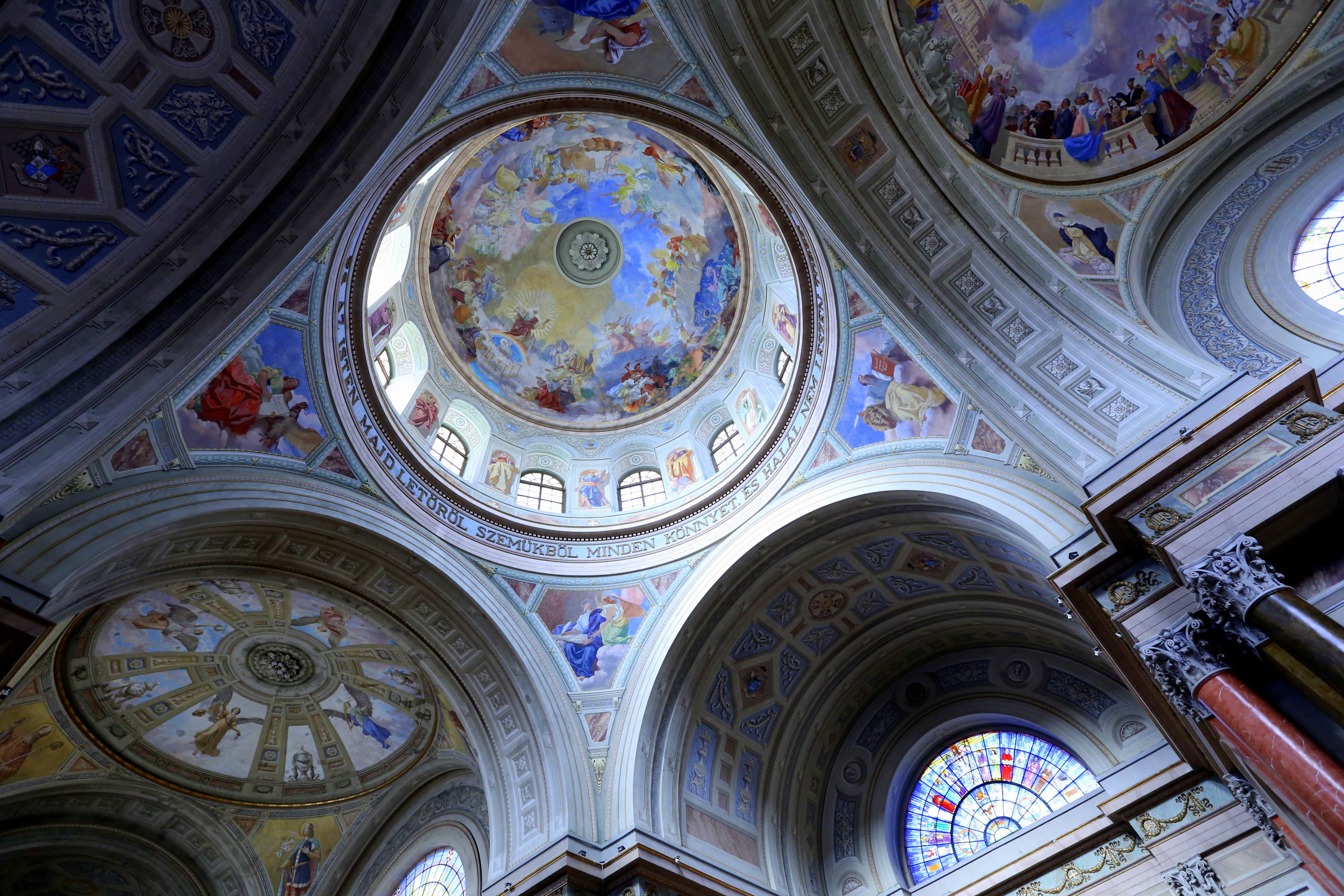
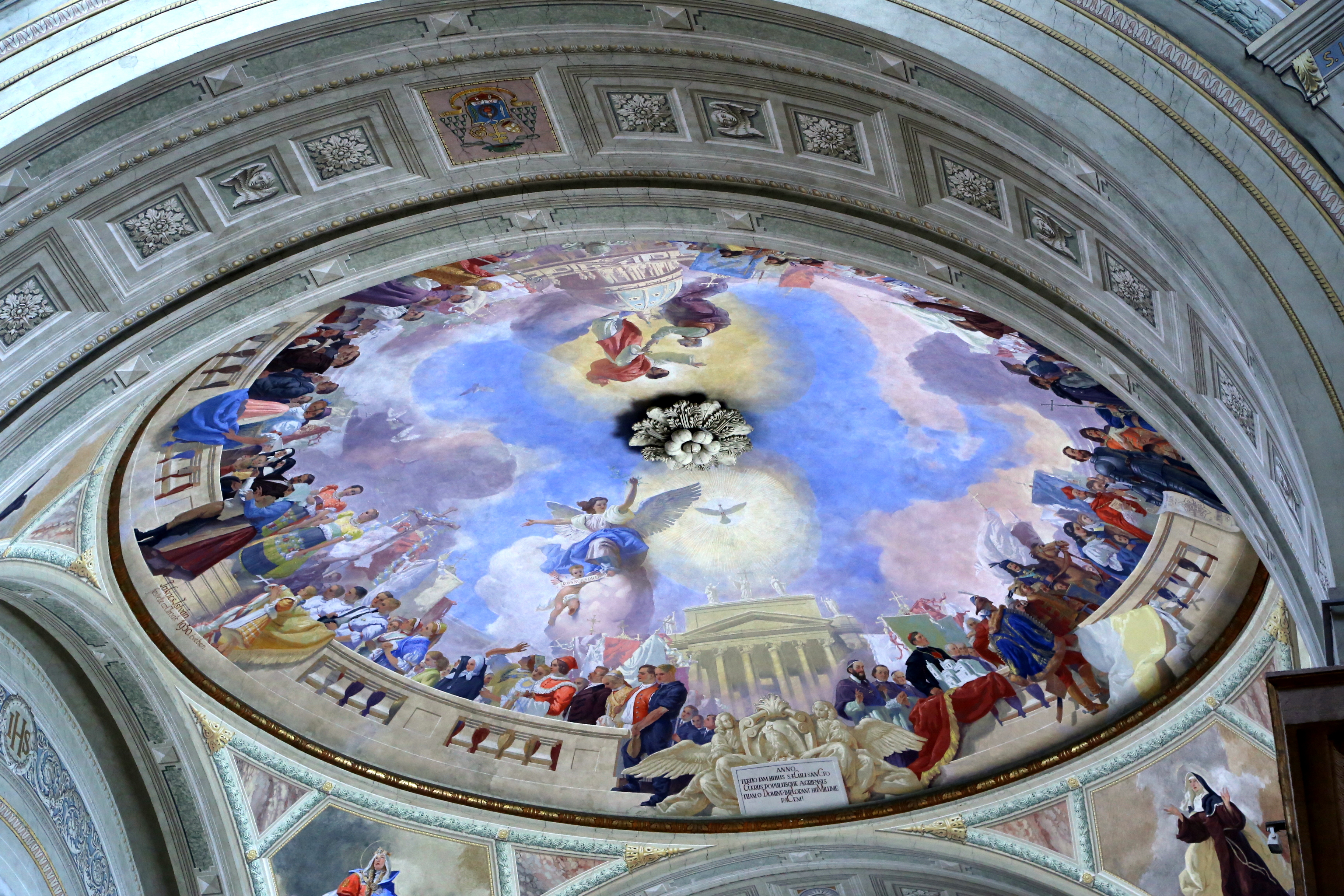
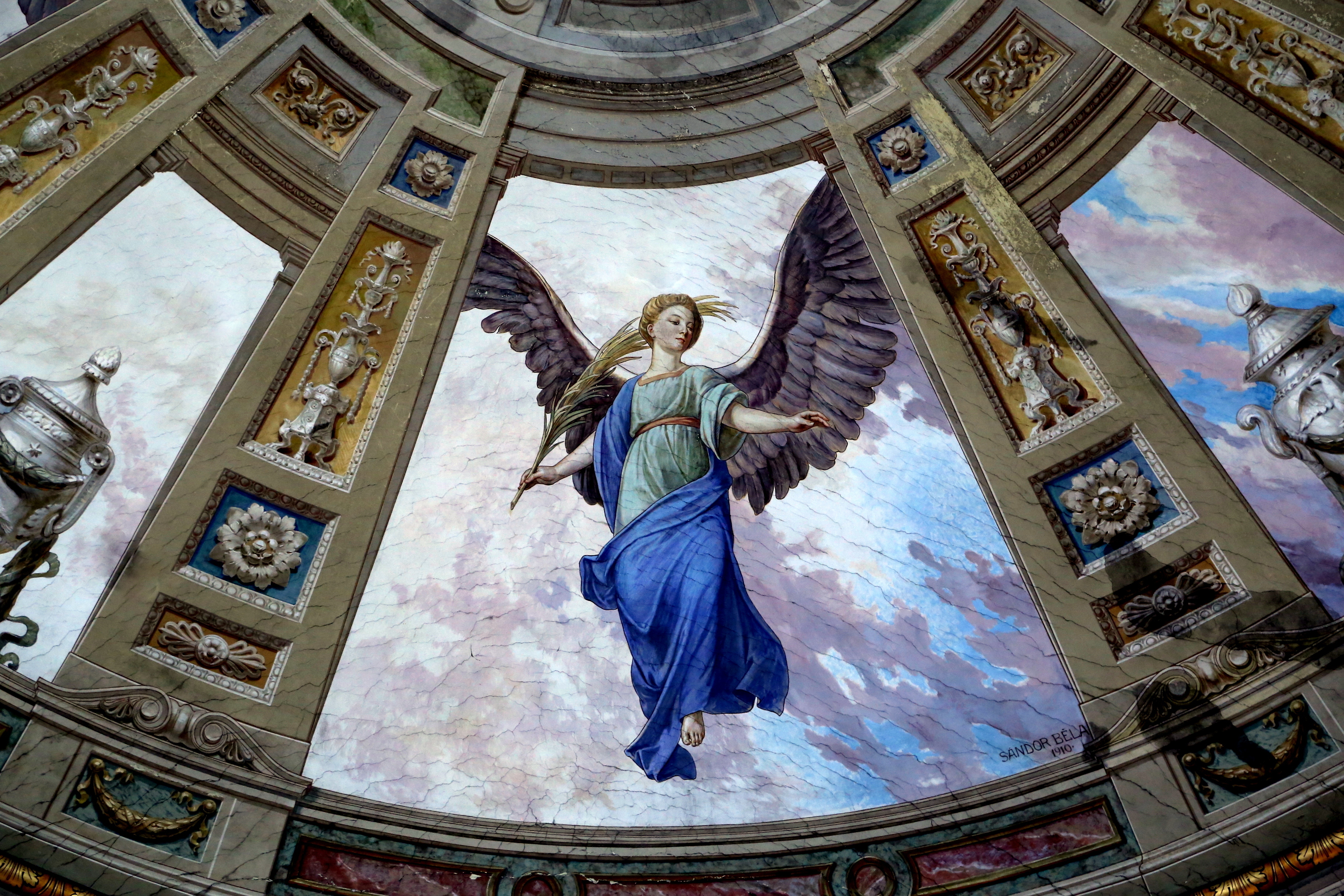
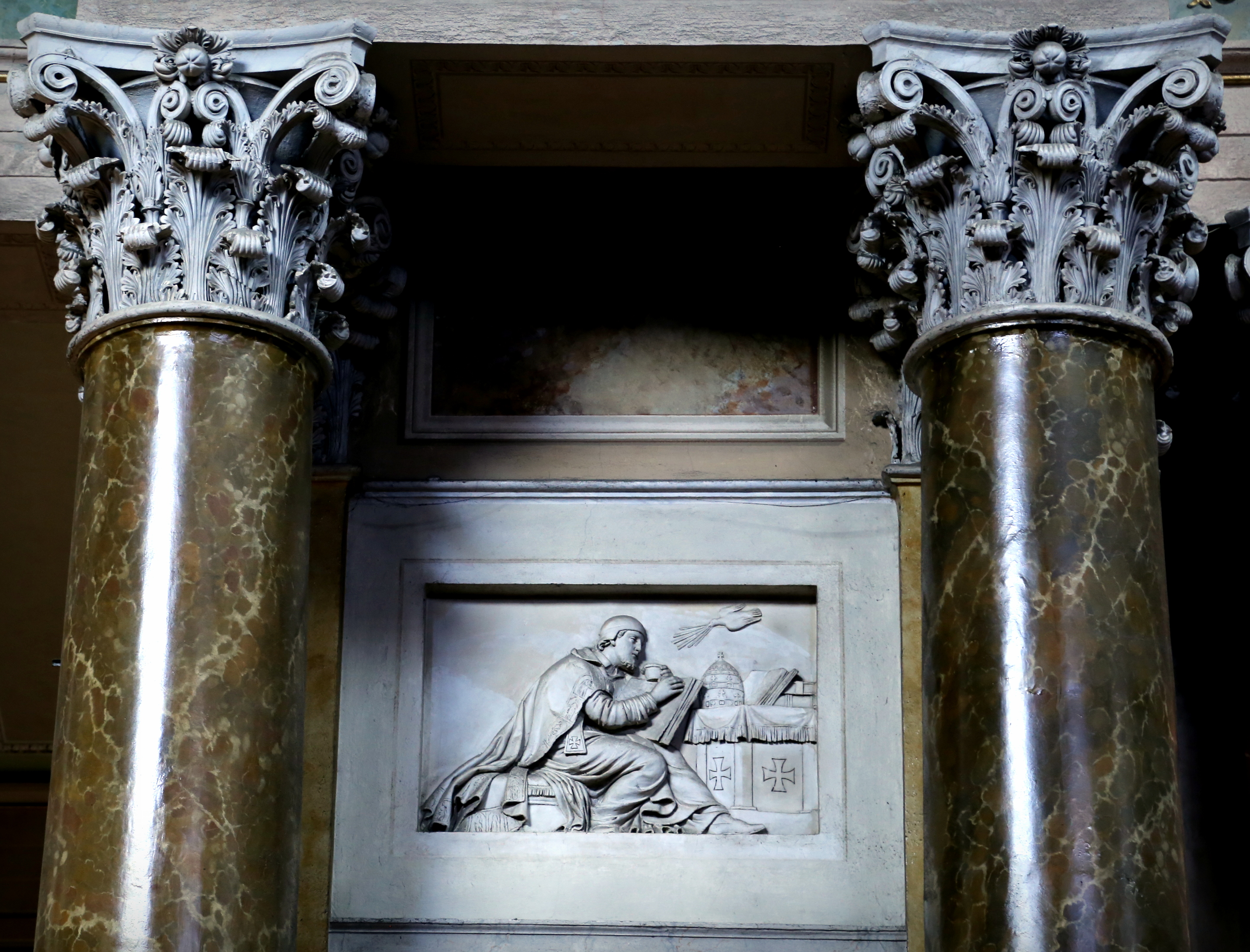
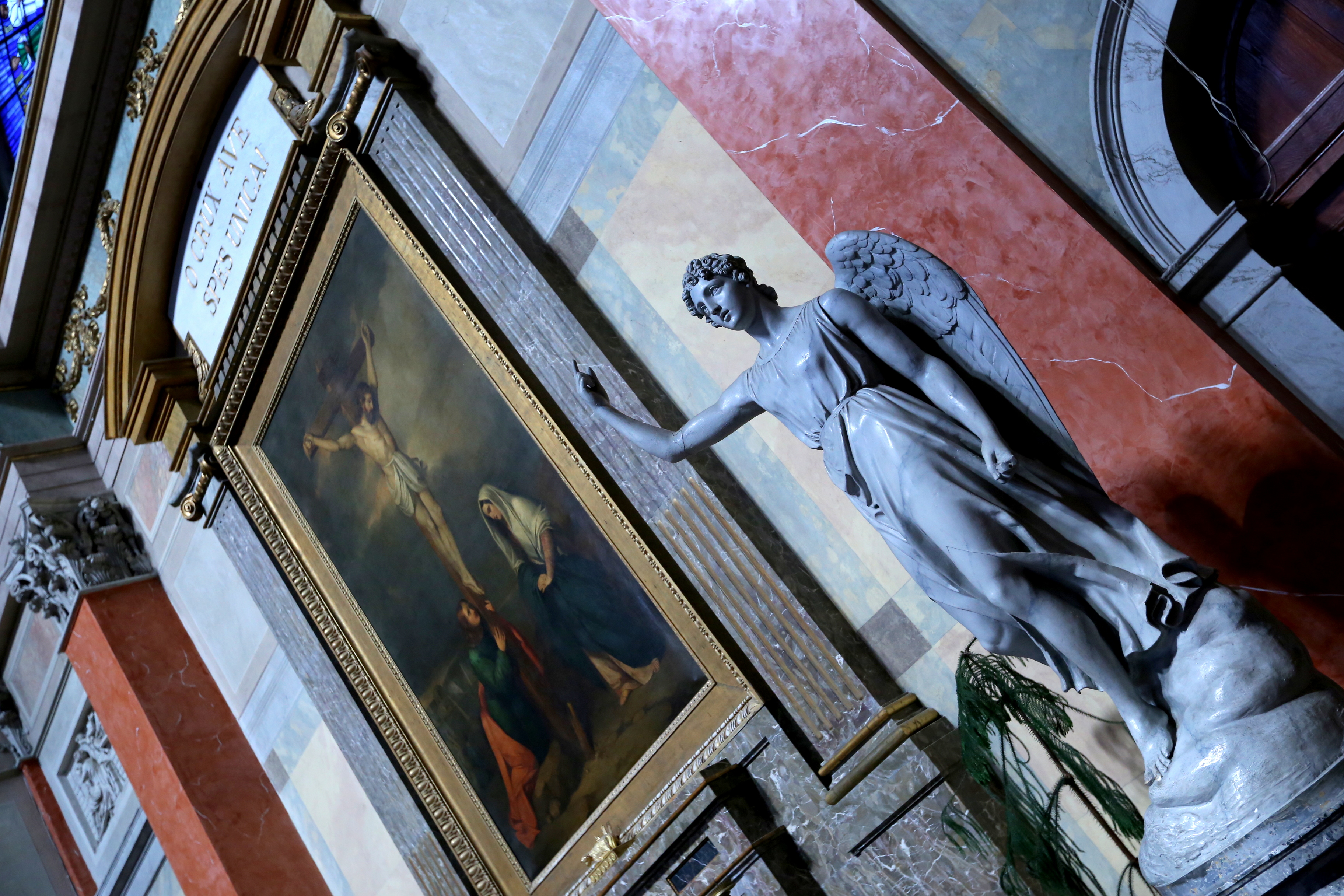
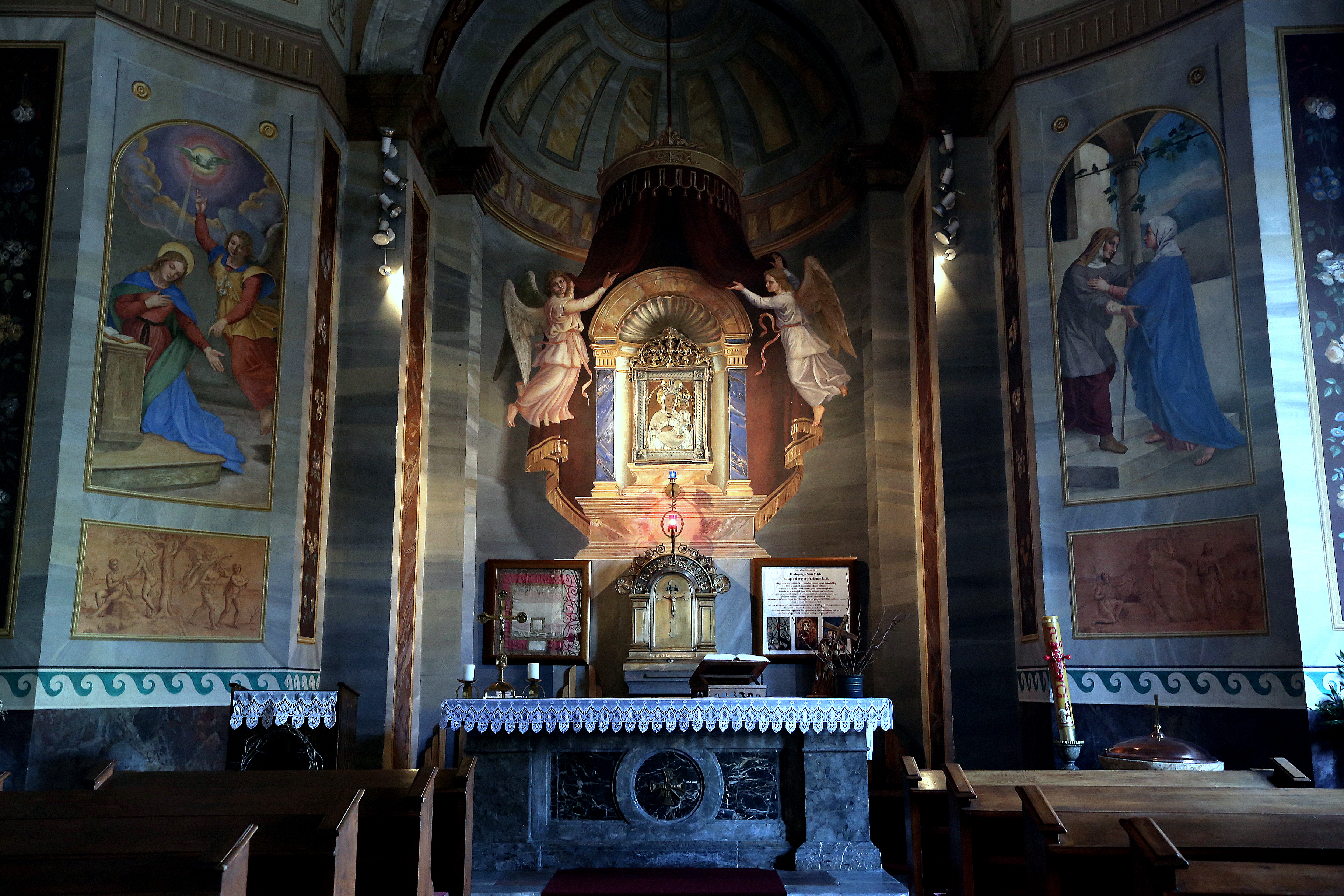
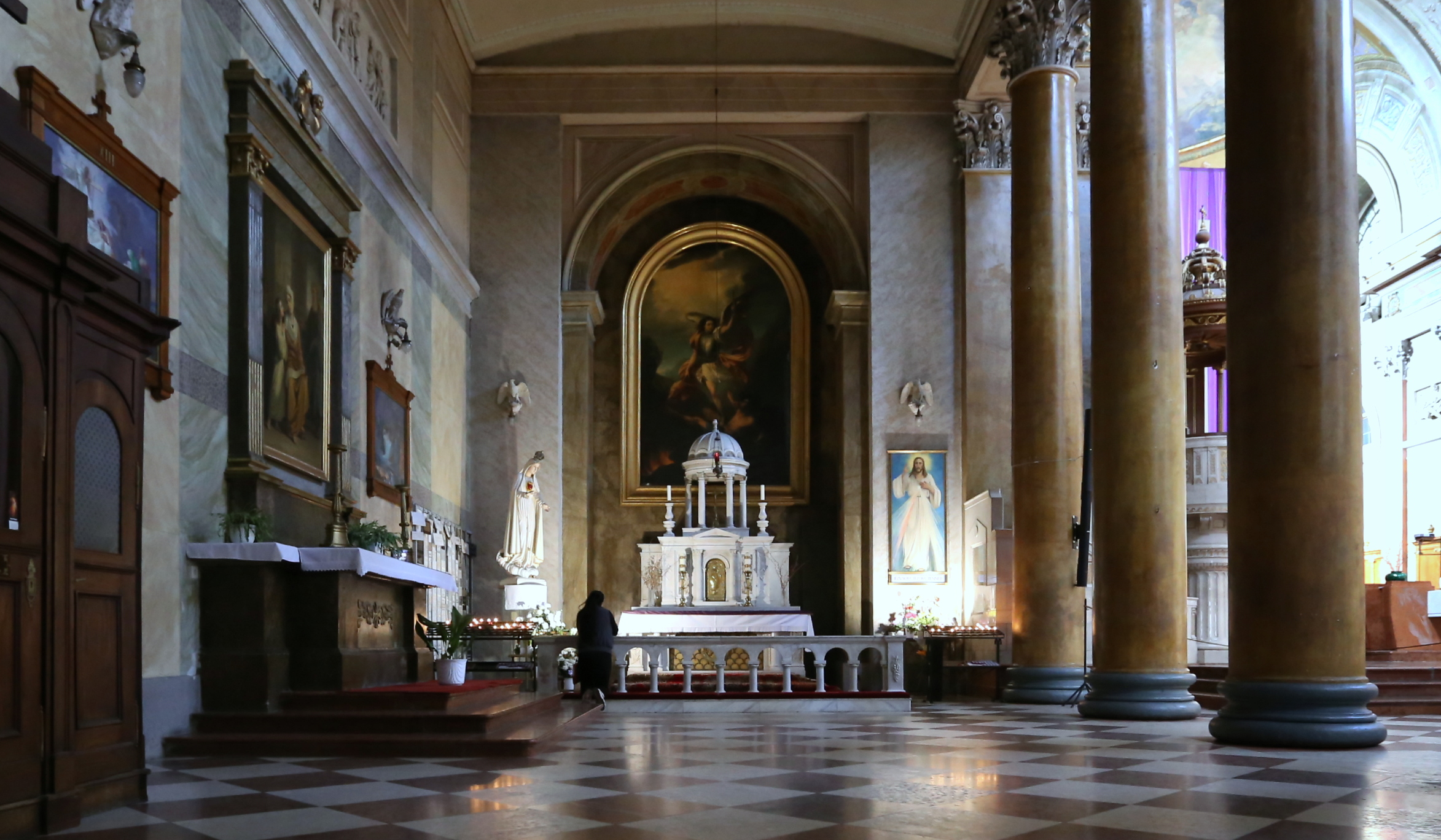
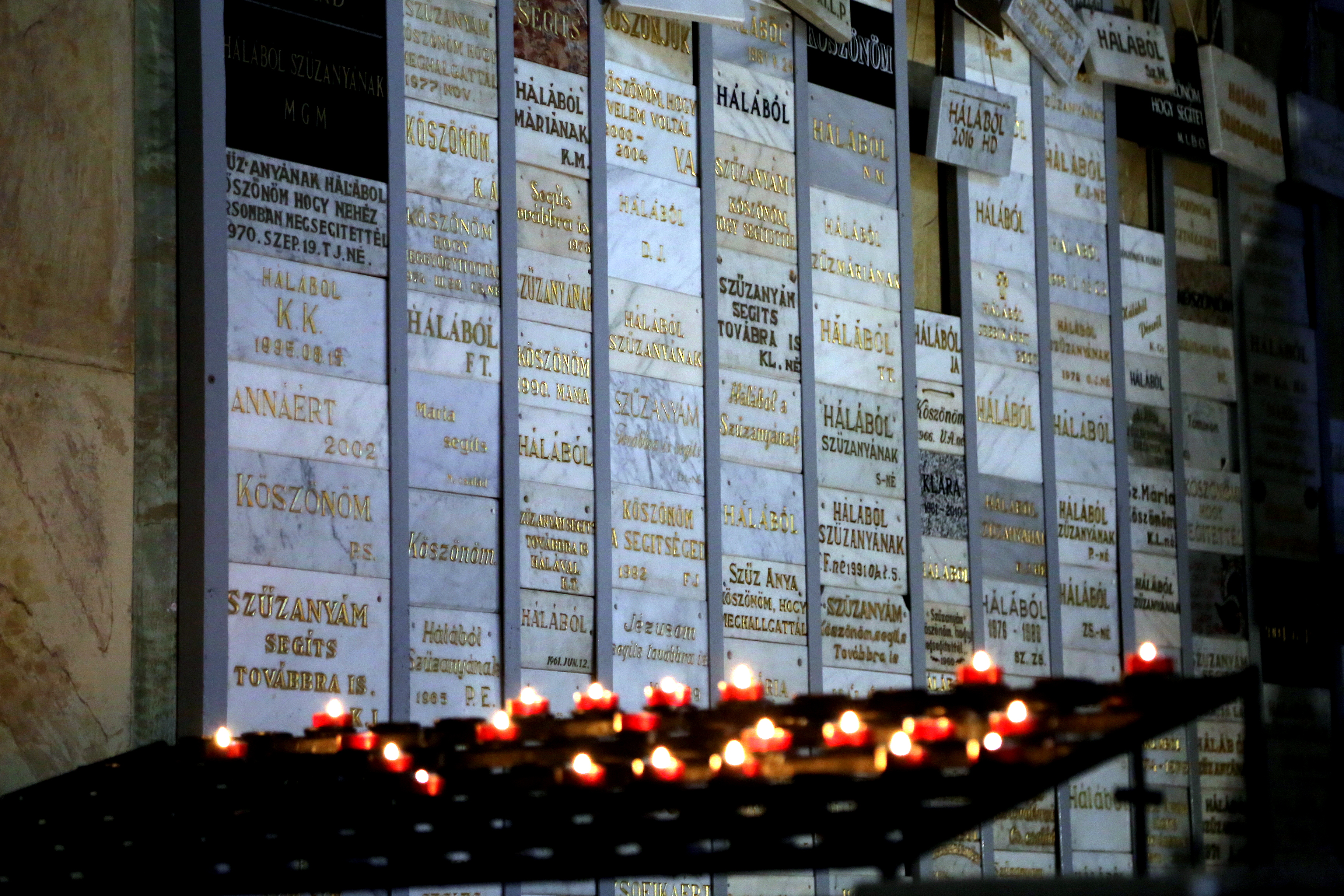
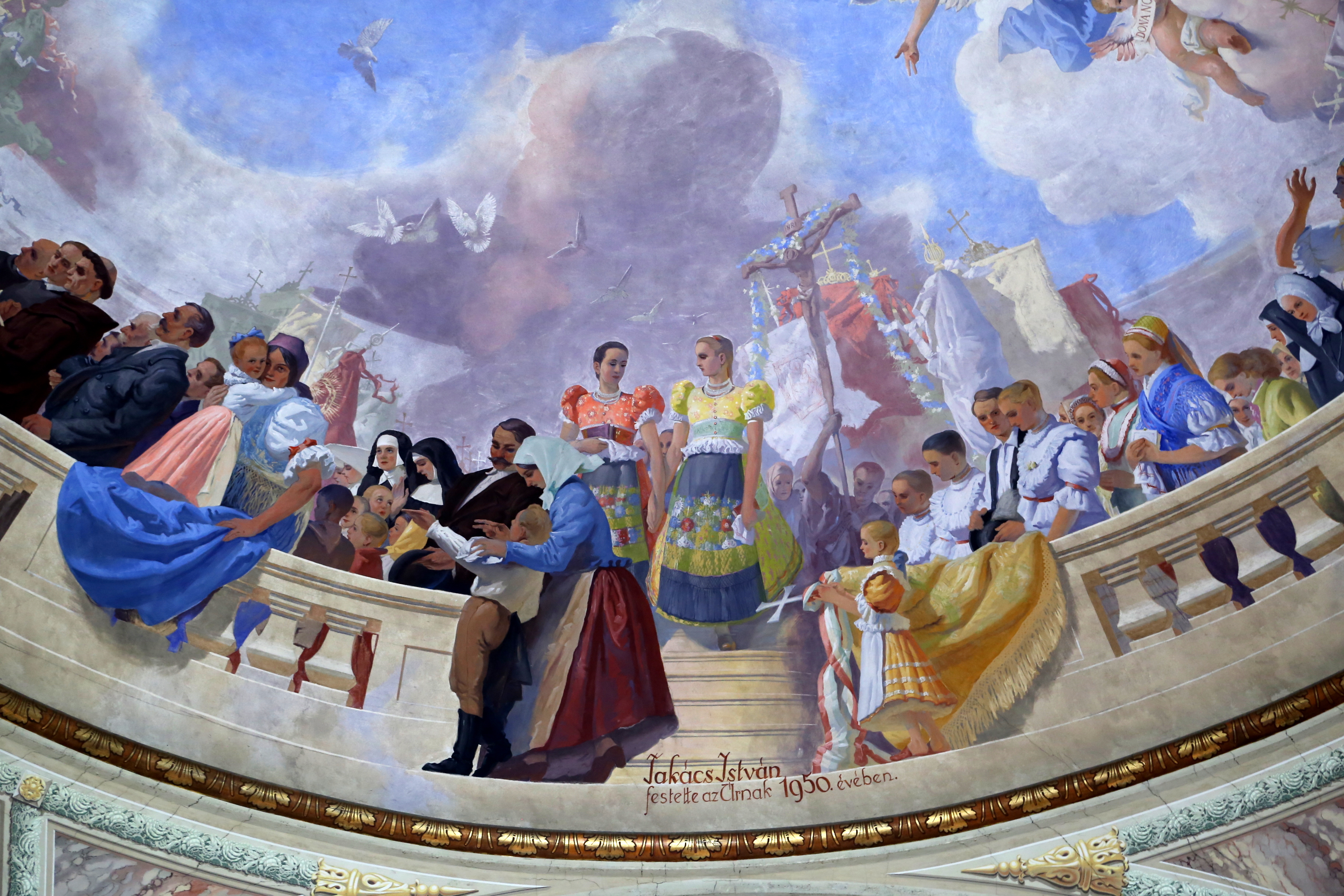
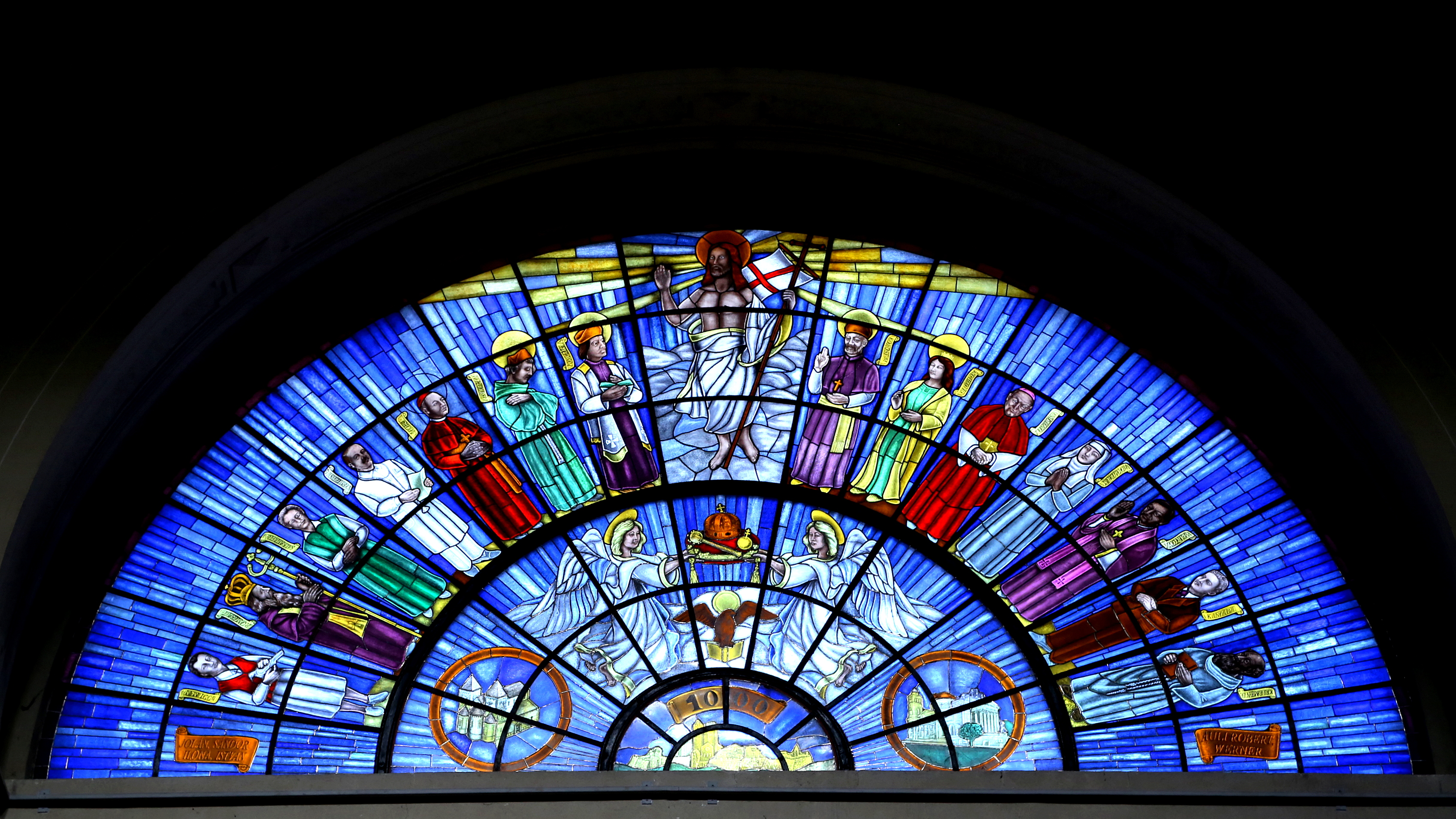
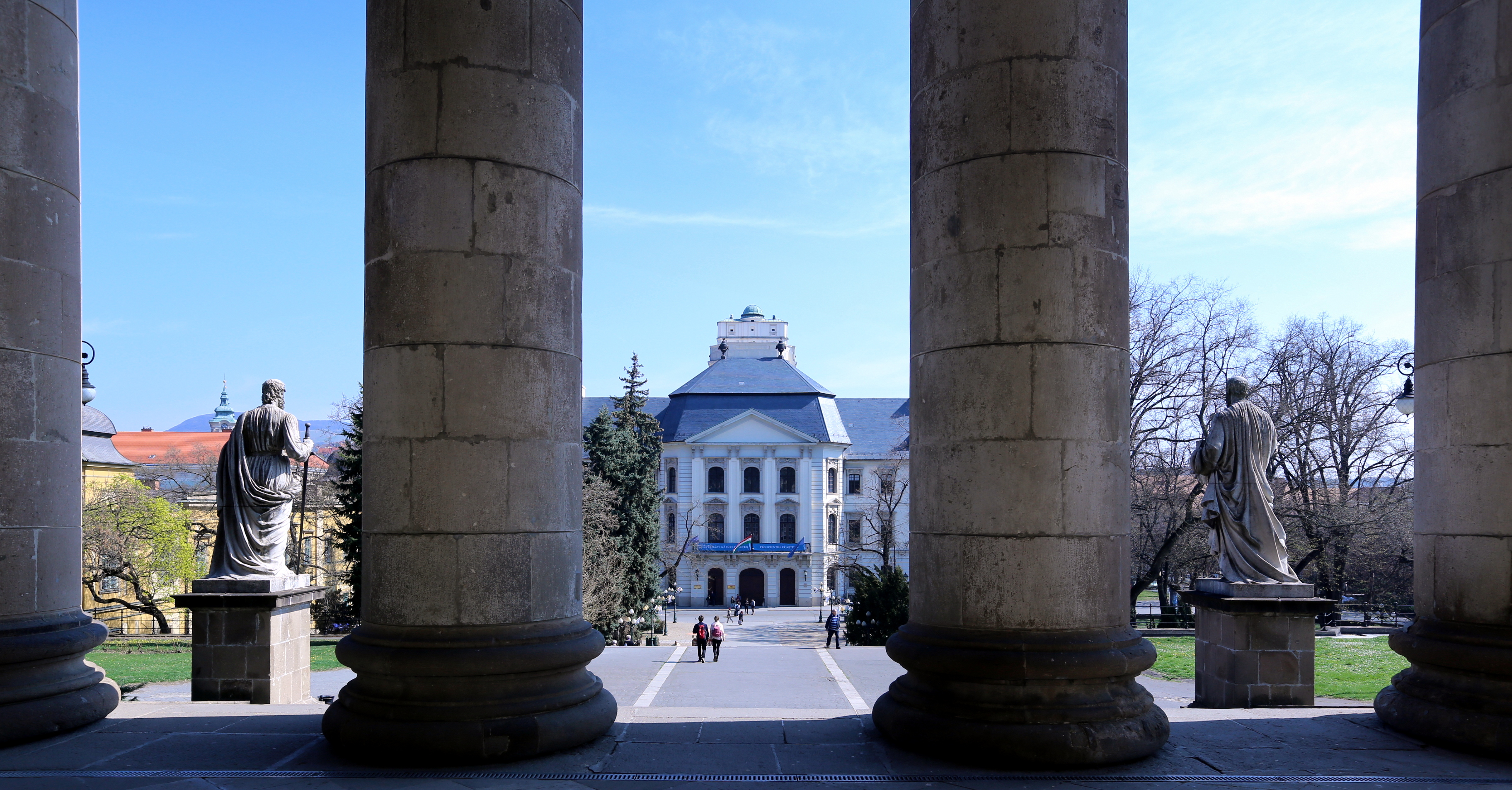
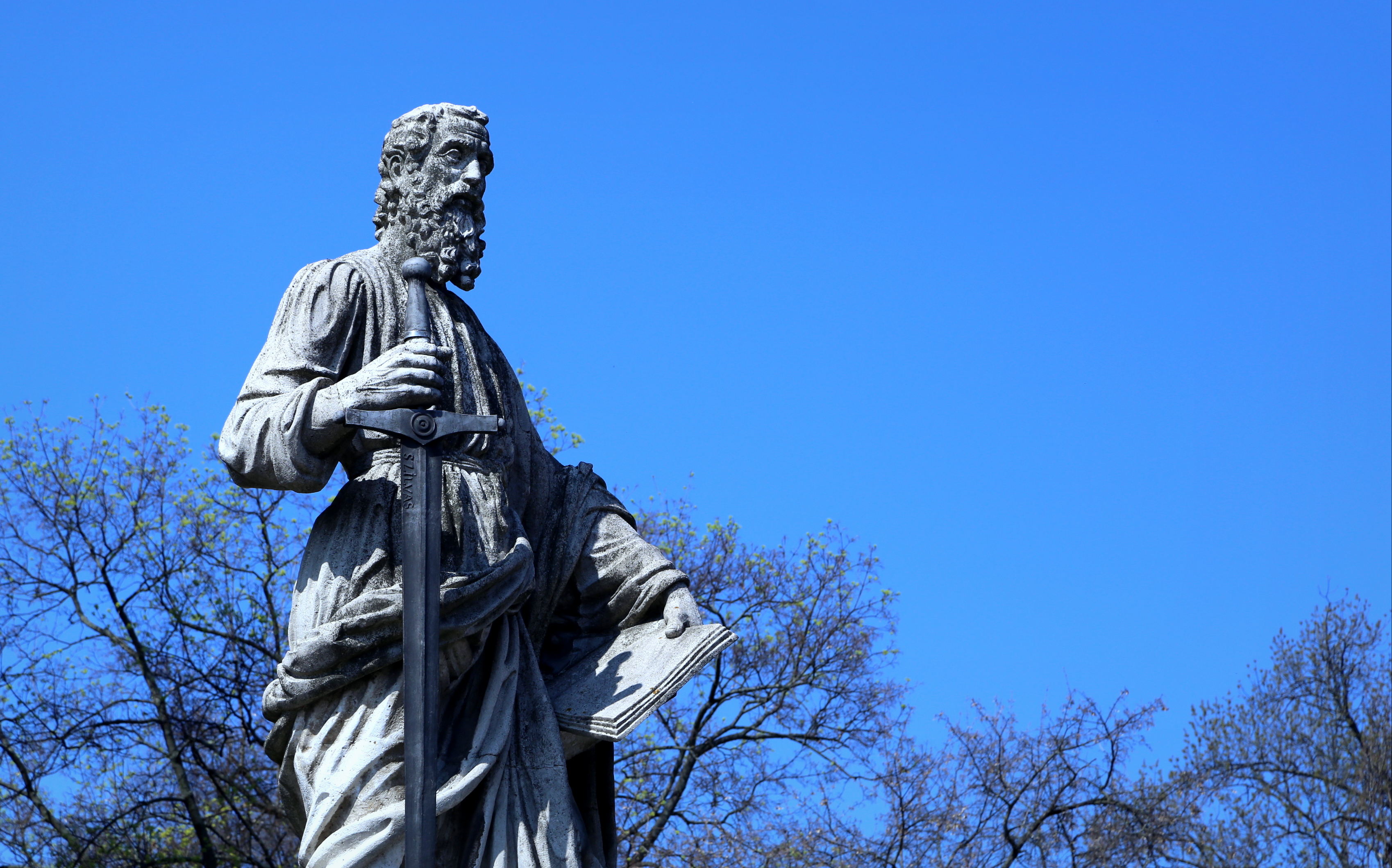